# 理查德·富勒
理查德·富勒，CBE（1962年5月30日—）是一位英格蘭政治人物，他的黨籍是保守黨。

## 生平
自2010年開始，他擔任貝德福德選區選出的英國下議院議員。他曾是牛津大學保守協會的主席。